# Chassé
Chassé é um termo em francês que designa um passo deslizante aonde o bailarino dá um pequeno salto, pousa no chão, e o pé em ação "expulsa" de sua posição o pé parado.

## Dança no gelo ou dança de patins
Em dança no gelo, os chassés são passos básicos de dança que aparecem, por exemplo, em muitos dança obrigatória s. As regras da International Skating Union definem as seguintes variantes:
- Chassé simples: um passo em que o pé livre é colocado no gelo ao lado do pé de patinação, que é então levantado próximo ao novo pé de patinação com a lâmina paralela ao gelo. As duas etapas são patinadas no mesmo lóbulo, geralmente saindo da borda externa para a interna.
- Chassé cruzado: um chassé no qual o pé livre é colocado no cruzamento de gelo atrás do pé de patinação ao patinar para frente ou na frente ao patinar para trás.
- Chassé deslizante: em vez de levantar o novo pé livre após o degrau, desliza para fora do gelo na frente ao patinar para a frente ou atrás quando patina para trás.